# AIK Fotbolls säsong 1901
1901 upprepade AIK SM-guldet efter att ha vunnit det Svenska Mästerskapet för andra året i rad. Denna gång skulle fyra lag delta i SM-spelet, vilket var AIK, ett lag från Göteborgs Idrottsförbund samt två lag från Örgryte IS. Matcherna spelades i Göteborg och i den första matchen för AIK:s del vann AIK med 3-0 över Örgrytes förstalag. I den andra semifinalen blev det en seger för Örgrytes andralag. Men eftersom SM anordnades i samband med andra friidrottstävlingar så spelades det aldrig en final, för att det blev för sent, och Örgrytes andralag lämnade walk over på grund av medlidande för AIK. Örgrytes andralag hade många gånger spelat jämnt mot Örgrytes förstalag. AIK var därmed svenska mästare 1901.
Detta år deltog AIK även i tävlingen om Rosenska Pokalen, en tävling som AIK gick till final i efter seger mot bland annat Swithiod IF med 2-1. I finalen mötte de återigen Gefle IF, som senast 1900 vunnit med hela 9-0, men matchen skulle sluta 1-1 trots förlängning och Rosenska Pokalen fick ingen vinnare säsongen 1901.

## Spelartrupp
- Gustaf Juhlin
- Herman Juhlin
- Gunnar Malmqvist
- Gunnar Franzén
- Knut Norgren
- Evald Svensson
- E G Granfeldt
- Oscar Nilsson
- David Jahrl
- Karl Olofsson
- Karl G Andersson
- Per Sjöholm